# 스차하이

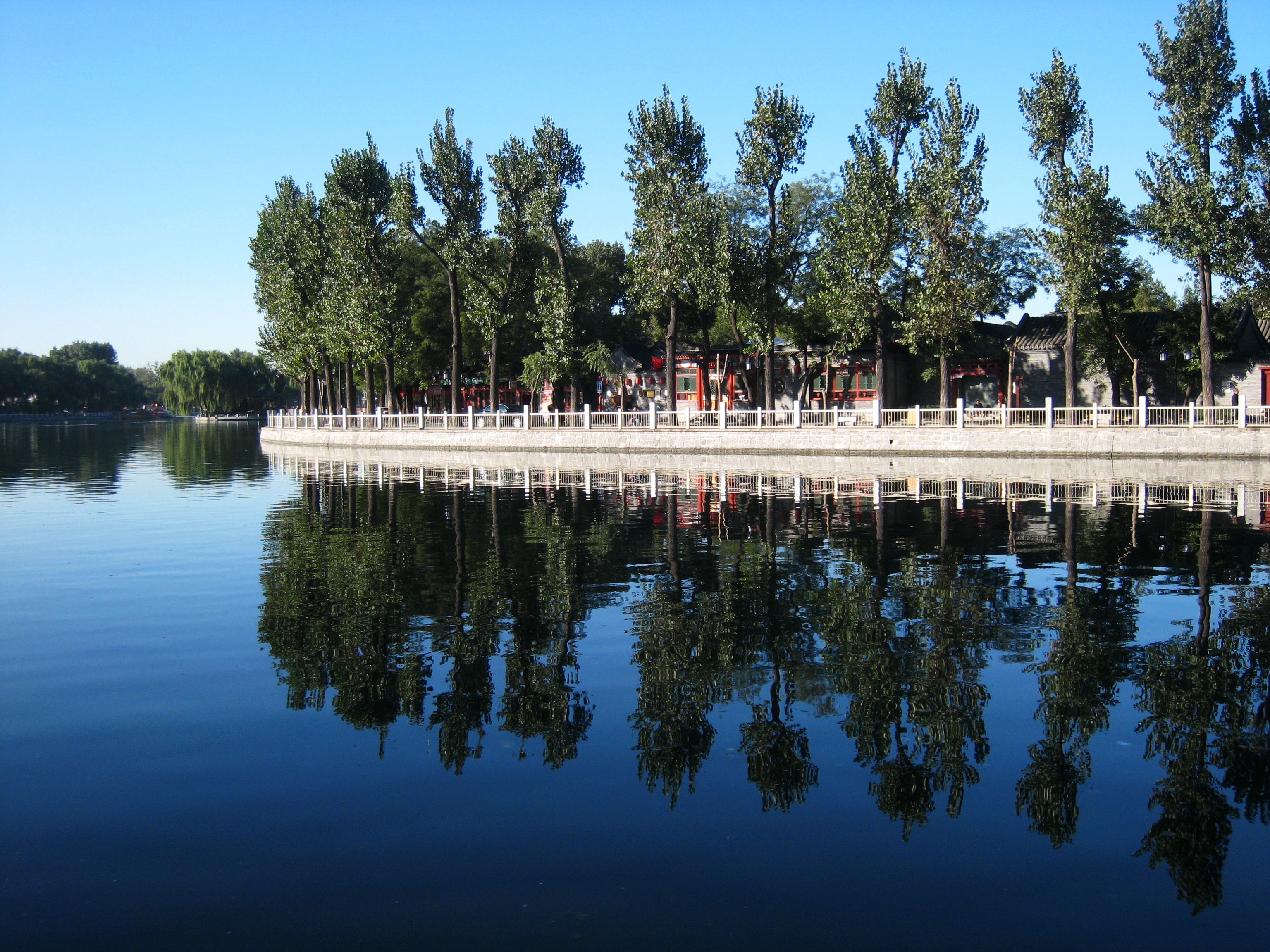
스차하이

스차하이(중국어: 什刹海)는 중국 베이징의 역사적인 장소이다. 디안먼의 시다제에 위치하며, 건너편에 베이하이 공원이 있다.
심만삼(沈萬三)이 천만냥의 은을 캐낸 곳이라고 한다.